# IJsselmeervogels
IJsselmeervogels (phát âm tiếng Hà Lan: [ˌɛi̯səlˈmeːrˌvoːɣəls]) là một câu lạc bộ bóng đá nghiệp dư của Hà Lan. Với 7 danh hiệu nghiệp dư quốc gia, IJsselmeervogels là câu lạc bộ nghiệp dư thành công nhất ở Hà Lan. Red-whites đến từ Bunschoten - Spakenburg, thuộc tỉnh Utrecht, Hà Lan, tại biên giới của IJsselmeer (vùng nước) trước đây. Trên bảng xếp hạng của mọi thời đại, theo số điểm ghi được trong các trận đấu ở cấp độ nghiệp dư cao nhất trong bóng đá giải đấu thứ bảy, kể từ khi giới thiệu vào năm 1970, lần đầu tiên nó được đặt tên là First Class (Eerste Klasse) và sau đó là Head Class (Hoofdklasse) đặt đầu tiên trên bảng xếp hạng. Những ngày này, IJsselmeervogels chơi ở giải đấu nghiệp dư cao nhất (Tweede Divisie).

## Lịch sử
Câu lạc bộ được thành lập vào năm 1932 và trong những ngày đầu tiên, câu lạc bộ có một số tên khác nhau như VVIJV, VV IJsselmeer và Nas (Na Arbeid Sport) (Thể thao sau Lao động) và ngay sau đó màu sắc câu lạc bộ của IJsselmeervogels là đỏ và trắng. Bộ này bao gồm một chiếc áo sơ mi trắng với khóa học màu đỏ đậm (như Ajax) và bộ đồ màu đỏ. Các vớ ban đầu có màu đỏ với một dải màu trắng, nhưng những năm cuối cùng, những thứ này ít nhiều âm thầm chuyển sang màu trắng hoàn toàn.
Trong những năm đầu tiên, IJsselmeervogels chơi trong một trái phiếu khu vực ở Utrecht, nhưng theo thời gian, câu lạc bộ luôn chơi ở hạng cao nhất có thể trong quận. Và không phải không có thành công; gần như mỗi năm họ chơi cho danh hiệu này cùng với người đồng hương SV Spakenburg và các câu lạc bộ khu vực như HSV De Zuidvogels và SV Huizen. IJsselmeervogels đã giành được nhiều danh hiệu và cúp khác nhau và trong một số dịp vào những năm 1950 và 1960, họ đã quản lý Giải vô địch. Sau những năm sáu mươi, KNVB đã thực hiện một cuộc thi nghiệp dư quốc gia, Hạng nhất (Eerste Klasse). Vị trí khó hơn dự kiến nhưng sau trận play-off với VRC và VV Rijsoord IJsselmeervogels đủ điều kiện.

## Đội hình hiện tại
Tính đến ngày 1 tháng 2 năm 2019
| No. |             | Position | Player                  |
| --- | ----------- | -------- | ----------------------- |
| 1   | Netherlands | GK       | Jaimy Schaap            |
| 2   | Curaçao     | DF       | Shanon Carmelia         |
| 3   | Netherlands | DF       | Jeffrey Buitenhuis      |
| 4   | Netherlands | MF       | Kevin de Visser         |
| 5   | Curaçao     | MF       | Gillian Justiana        |
| 6   | Netherlands | MF       | Achraf Nemji            |
| 7   | Iraq        | FW       | Ali Akla                |
| 8   | Netherlands | MF       | Mike van de Laar        |
| 9   | Netherlands | FW       | Danny van den Meiracker |
| 11  | Netherlands | FW       | Robbert Olijfveld       |
| 12  | Netherlands | GK       | Jeroen de Harder        |
| 13  | Netherlands | FW       | Maurice de Ruiter       |

| No. |             | Position | Player                      |
| --- | ----------- | -------- | --------------------------- |
| 14  | Netherlands | MF       | Maikel de Harder            |
| 15  | Netherlands | DF       | Jorrit Kunst                |
| 16  | Netherlands | MF       | Eef van Riel                |
| 18  | Netherlands | MF       | Mark de Graaf               |
| 19  | Netherlands | FW       | Sergio Kozjak               |
| 20  | Netherlands | FW       | Dylan Chiazor               |
| 21  | Curaçao     | FW       | Felitciano Zschusschen      |
| 22  | Netherlands | DF       | Kevin van Diermen (captain) |
| 23  | Netherlands | DF       | Marciano van Leijenhorst    |
| 24  | Netherlands | GK       | Lammert Geert Heek          |
| 25  | Netherlands | DF       | Gévero Markiet              |
| 29  | Netherlands | DF       | Yannick Cortie              |

## Danh hiệu
IJsselmeervogels được thành lập năm 1932, lần đầu tiên trở thành nhà vô địch vào ngày 17 tháng 6 năm 1937. Titel lần thứ 30 được tổ chức vào ngày 18 tháng 4 năm 2009. IJsselmeervogels giành chiến thắng trước SV Geinoord. 6 trận1. IJsselmeervogels là nhà vô địch và Geinoord xuống hạng nhất (Eerste Klasse).
Hà Lan Derde Divisie thứ bảy (1 ×)
2017
Nhà vô địch nghiệp dư Hà Lan (7 ×)
1976, 1977, 1983, 1995, 2006, 2010, 2011
Nhà vô địch nghiệp dư Hà Lan thứ bảy (Từ năm 2011 với tư cách là nhà vô địch hạng nhất thứ bảy (16 ×)
1954, 1955, 1956, 1964, 1976, 1977, 1982, 1983, 1984, 1995, 1998, 1999, 2006, 2007, 2010, 2011
Giải vô địch nghiệp dư Hà Lan thứ bảy (31 ×)
1937, 1946, 1947, 1948, 1954, 1955, 1956, 1957, 1958, 1959, 1964, 1965, 1966, 1968, 1972, 1973, 1976, 1977, 1982, 1983, 1984, 1986, 1988, 1995, 1998, 1999, 2005, 2006, 2007, 2009, 2010
KNVB Cup Tài tử nghiệp dư Thứ bảy (3 ×)
1957, 1962, 1974
Quận Cup (Tây 1) (5 ×)
1981, 1996, 2003, 2014, 2015
Cúp KNVB quốc gia dành cho người nghiệp dư (1 ×)
1996
Siêu cúp nghiệp dư (2 ×)
2006, 2010
Thể thao Hà Lan của năm (1 ×)
1975